# Unione Sportiva Anconitana 1950-1951
Questa voce raccoglie le informazioni riguardanti l'Unione Sportiva Anconitana nelle competizioni ufficiali della stagione 1950-1951.

## Rosa
| N. |                   | Ruolo | Calciatore           |
| -- | ----------------- | ----- | -------------------- |
|    | Italia (bandiera) | D     | Giacomo Belardinelli |
|    | Italia (bandiera) | A     | Bracciani            |
|    | Italia (bandiera) | C     | Maide Capacci        |
|    | Italia (bandiera) | C     | Giulio Ceresi        |
|    | Italia (bandiera) | D     | Franco Civolani      |
|    | Italia (bandiera) | P     | Araldo Collesi       |
|    | Italia (bandiera) | C     | Sergio Cumar         |
|    | Italia (bandiera) | C     | Virgilio Demerio     |
|    | Italia (bandiera) | A     | Longino Di Piazza    |
|    | Italia (bandiera) | C     | Luciano Fabbri       |
|    | Italia (bandiera) | D     | Ettore Farina        |
|    | Italia (bandiera) | C     | Gustavo Fiorini      |
|    | Italia (bandiera) | C     | Gentili              |
|    | Italia (bandiera) | P     | Corrado Giubilo      |

| N. |                      | Ruolo | Calciatore         |
| -- | -------------------- | ----- | ------------------ |
|    | Argentina (bandiera) | C     | Salvador Gualtieri |
|    | Italia (bandiera)    | A     | Ludovichi          |
|    | Italia (bandiera)    | A     | Evaristo Malaspina |
|    | Italia (bandiera)    | A     | Brenno Milani      |
|    | Italia (bandiera)    | A     | G. Monterastelli   |
|    | Italia (bandiera)    | P     | E. Riccini         |
|    | Italia (bandiera)    | C     | Serafino Conti     |
|    | Italia (bandiera)    | A     | Tommaso Sentinelli |
|    | Italia (bandiera)    | D     | Livio Spaggiari    |
|    | Italia (bandiera)    | C     | Renato Spurio      |
|    | Italia (bandiera)    | C     | Guido Tavellin     |
|    | Italia (bandiera)    | A     | Trognoni           |
|    | Italia (bandiera)    | A     | Andrea Ziantona    |
|    | Italia (bandiera)    | A     | Mario Zucchini     |

## Risultati

### Campionato

#### Girone di andata
| 10 settembre 1950 1ª giornata | Anconitana | 0 – 0 | Legnano |  |

| 17 settembre 1950 2ª giornata | Anconitana | 1 – 2 | Spezia |  |

| 24 settembre 1950 3ª giornata | Catania | 2 – 1 | Anconitana |  |

| 20 dicembre 1992 4ª giornata | Messina | 0 – 1 | Anconitana |  |

| 8 ottobre 1950 5ª giornata | Anconitana | 1 – 3 | Livorno |  |

| 6 dicembre 1981 6ª giornata | Seregno | 3 – 1 | Anconitana |  |

| 22 ottobre 1950 7ª giornata | Anconitana | 1 – 2 | Reggiana |  |

| 29 ottobre 1950 8ª giornata | Vicenza | 3 – 0 | Anconitana |  |

| 5 novembre 1950 9ª giornata | Anconitana | 0 – 1 | Cremonese |  |

| 12 novembre 1950 10ª giornata | Bari | 3 – 1 | Anconitana |  |

| 19 novembre 1950 11ª giornata | Anconitana | 1 – 2 | Verona |  |

| 26 novembre 1950 12ª giornata | Modena | 4 – 0 | Anconitana |  |

| 10 dicembre 1950 14ª giornata | Anconitana | 0 – 2 | Fanfulla |  |

| 17 dicembre 1950 15ª giornata | Salernitana | 0 – 0 | Anconitana |  |

| 24 dicembre 1950 16ª giornata | Anconitana | 2 – 3 | SPAL |  |

| 31 dicembre 1950 17ª giornata | Pisa | 2 – 0 | Anconitana |  |

| 7 gennaio 1951 18ª giornata | Anconitana | 0 – 0 | Treviso |  |

| 14 gennaio 1951 19ª giornata | Venezia | 2 – 2 | Anconitana |  |

| 21 gennaio 1951 20ª giornata | Siracusa | 3 – 1 | Anconitana |  |

| 28 gennaio 1951 21ª giornata | Anconitana | 1 – 1 | Brescia |  |

#### Girone di ritorno
| 4 febbraio 1951 22ª giornata | Legnano | 5 – 0 | Anconitana |  |

| 11 febbraio 1951 23ª giornata | Spezia | 1 – 0 | Anconitana |  |

| 18 febbraio 1951 24ª giornata | Anconitana | 3 – 2 | Catania |  |

| 25 febbraio 1951 25ª giornata | Anconitana | 1 – 1 | Messina |  |

| 4 marzo 1951 26ª giornata | Livorno | 2 – 1 | Anconitana |  |

| 11 marzo 1951 27ª giornata | Anconitana | 2 – 1 | Seregno |  |

| 18 marzo 1951 28ª giornata | Reggiana | 2 – 0 | Anconitana |  |

| 25 marzo 1951 29ª giornata | Anconitana | 2 – 2 | Vicenza |  |

| 1º aprile 1951 30ª giornata | Cremonese | 1 – 1 | Anconitana |  |

| 8 aprile 1951 31ª giornata | Anconitana | 2 – 2 | Bari |  |

| 15 aprile 1951 32ª giornata | Verona | 4 – 2 | Anconitana |  |

| 22 aprile 1951 33ª giornata | Anconitana | 0 – 1 | Modena |  |

| 6 maggio 1951 35ª giornata | Fanfulla | 3 – 0 | Anconitana |  |

| 13 maggio 1951 36ª giornata | Anconitana | 1 – 4 | Salernitana |  |

| 20 maggio 1951 37ª giornata | SPAL | 2 – 0 | Anconitana |  |

| 27 maggio 1951 38ª giornata | Anconitana | 1 – 0 | Pisa |  |

| 3 giugno 1951 39ª giornata | Treviso | 7 – 0 | Anconitana |  |

| 10 giugno 1951 40ª giornata | Anconitana | 0 – 1 | Venezia |  |

| 17 giugno 1951 41ª giornata | Anconitana | 2 – 4 | Siracusa |  |

| 24 giugno 1951 42ª giornata | Brescia | 12 – 0 | Anconitana |  |